# Франц Иосиф I фон Лихтенштейн
Франц Иосиф I фон Лихтенштейн (нем. Franz de Paula Joseph Johann Nepomuk Andreas von und zu Liechtenstein; 19 ноября 1726 — 18 августа 1781) — 8-й князь Лихтенштейна, глава рода с 1772 года.

## Биография
Франц Иосиф I родился в Милане и был старшим из тринадцати детей князя Эммануила Лихтенштейна, и племянником князя Иосифа Венцеля, правившего Лихтенштейном трижды. После смерти своего последнего сына, Иосиф Венцель I взял Франца Иосифа под своё крыло. С 20 лет Франц Иосиф принимал участие в военных походах в Северной Италии и сражался в битве при Пьяченце. В битве победу одержала Священная Римская империя, частью которой тогда был Лихтенштейн. 

В 1760 году сопровождал своего дядю в поездке в Парму, куда они были направлены за невестой для эрцгерцога Карла. Позднее был назначен главным казначеем, а затем в ранге главного казначея сопровождал герцога Карла Лотарингского на выборы верховного магистра Тевтонского ордена в Мергентайм.
В 1763 году Франц Иосиф отправился в Испанию для передачи потенциальной невесте портрета эрцгерцога Леопольда. С 1767 года Франц Иосиф — член Тайного совета. В 1771 году стал 802-м кавалером ордена Золотого руна.
В 1778 году Франца Иосифа назначили главой дворянского собрания Нижней Австрии. С момента унаследования им княжеского титула оставил государственную службу и всецело посвятил себя управлению своими владениями, которые значительно расширил с получением в том же году наследства герцогини Марии Терезии Савойской. Он проявил себя крепким хозяйственником. Внёс внушительный вклад в расширение художественной коллекции Лихтенштейнов.

## Семья и наследники
6 июля 1750 года Франц Иосиф I женился на графине Марии Леопольдине фон Штернберг (1733—1809) из богемской знати. У пары родилось восемь детей:
- Йозеф Франц де Паула Эмануэль Филипп Иссак (1752—1754)
- Леопольдина Мария Анна Франциска де Паула Адельгунда (1754—1823), муж Карл Эммануэль ландграф Гессен-Ротенбургский (1746-1812)
- Мария Антония Алоиза Вальбурга Месхильда (1756—1821) (стала аббатисой)
- Франц де Паула Йозеф (1758—1760)
- Алоиз I (1759—1805)
- Иоганн I Йозеф (1760—1836)
- Филипп Йозеф Алоиз Мартинианус (1762—1802)? женат не был, потомства не оставил
- Мария Йозефа Герменгильда (1768—1845)